# Nazionale femminile under 19 di calcio della Russia
La nazionale Under-19 di calcio femminile della Russia è la rappresentativa calcistica femminile internazionale della Russia formata da giocatrici al di sotto dei 19 anni, gestita dalla Federazione calcistica della Russia (in russo Российский Футбольный Союз - РФС?, Rossijskij Futbol'nyj Sojuz- RFS).
Come membro dell'UEFA partecipa a vari tornei di calcio giovanili internazionali riservati alla categoria, come al Campionato europeo UEFA Under-19 e ai tornei a invito come il Torneo La Manga.
Con la sua unica vittoria all'edizione del 2005 e le due semifinali dell'edizione del 2004 e del 2006 del Campionato europeo femminile di calcio di categoria, è, al 2016, classificata all'ottavo posto a pari merito dei Paesi Bassi.

## Partecipazioni ai tornei internazionali

### Piazzamenti agli Europei Under-19
- 1998: Quarti di finale (Under-18)
- 1999: Non qualificata (Under-18)
- 2000: Non qualificata (Under-18)
- 2001: Non qualificata (Under-18)
- 2002: Non qualificata
- 2003: Non qualificata
- 2004: Semifinale
- 2005: Campione
- 2006: Semifinale
- 2007: Non qualificata
- 2008: Non qualificata
- 2009: Non qualificata
- 2010: Non qualificata
- 2011: Fase a gironi
- 2012: Non qualificata
- 2013: Non qualificata
- 2014: Non qualificata
- 2015: Non qualificata
- 2016: Non qualificata
- 2017: Non qualificata
- 2018: Non qualificata
- 2019: Non qualificata
- 2020 - 2021:  Tornei annullati
- 2022: Non qualificata